# Kvitfjell

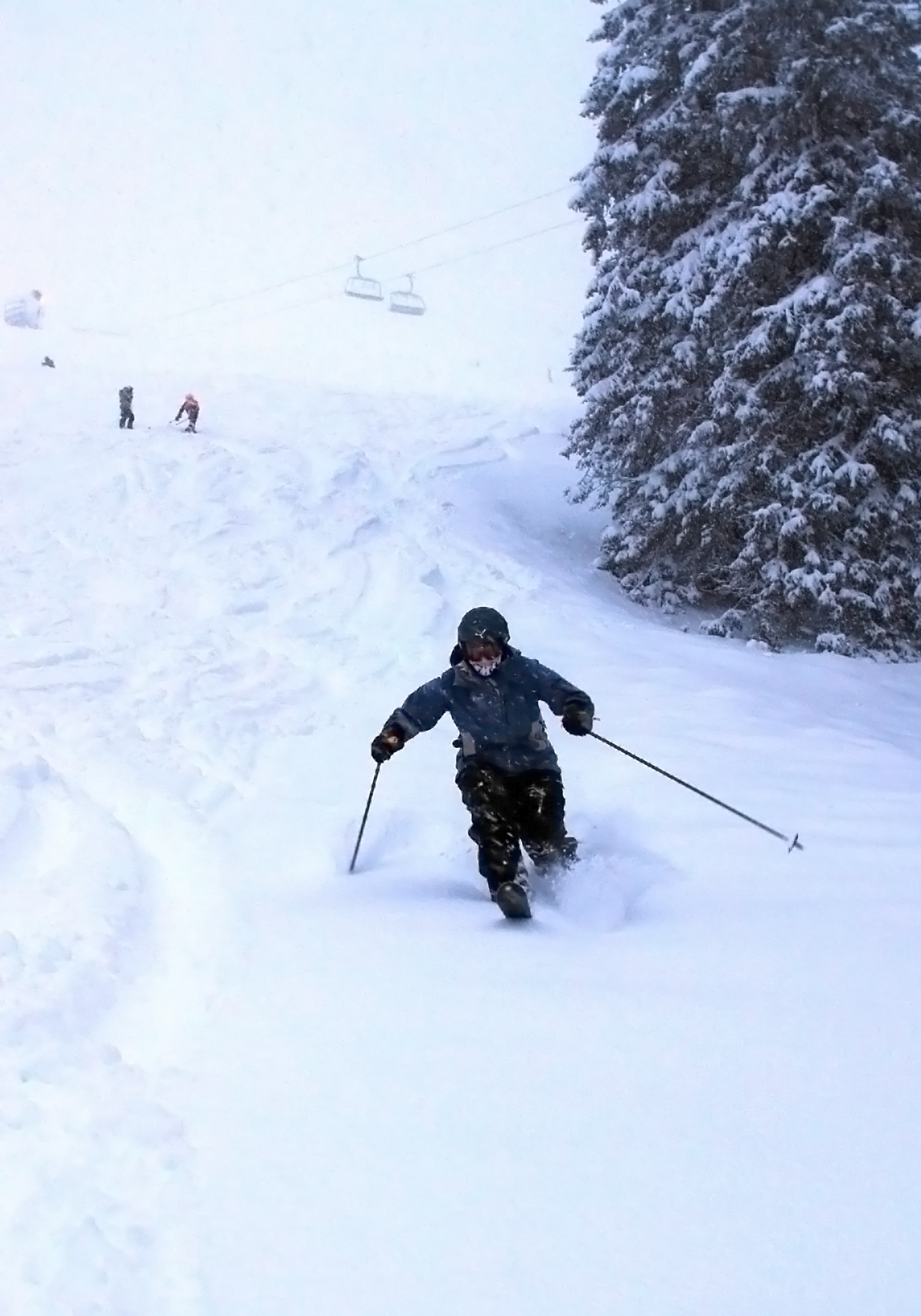
Lyžař na sjezdovce lyžařského střediska Kvitfjell

Kvitfjell (česky Bílá hora) je lyžařské středisko ležící nedaleko obce Ringebu v Norsku. Vytvořeno bylo pro pořádání Zimních olympijských her v roce 1994 v norském Lillehammeru a patří k nejmodernějším skiareálům světa. Lyžařské středisko Kvitfjell leží nedaleko řeky Gudbrandsdalslågen a nabízí 23 sjezdovek a 120 km tratí pro běžecké lyžování s možností přístupu k dalším 480 km v sousedních skiareálech Skei a Gålå. Až 80 % zdejších sjezdovek disponuje umělým zasněžováním.

## Alpské lyžování
Středisko Kvitfjell se stalo známé především jako hostující areál závodů ve sjezdu a super obřím slalomu na Zimních olympijských hrách 1994 v Lillehammeru. Americký reprezentant norského původu Tommy Moe zvítězil ve sjezdu o čtyři setiny sekundy před domácím závodníkem Kjetilem André Aamodtem. V super obřím slalomu obsadil Moe druhé místo, když zaostal o devět setin sekundy za německým sjezdařem Markusem Wasmeierem. Mezi ženami obsadila první místo ve sjezdu Němka Katja Seizingerová před americkou reprezentantkou Picabo Streetovou. V super obřím slalomu kralovala americká lyžařka Diann Roffeová-Steinrotterová. Stříbrnou medaili získala Ruska Světlana Gladišivová. Ostatní závody v alpském lyžování probíhaly ve středisku Hafjell.
Kvitfjell je také pravidelnou zastávkou v rámci závodů Světového poháru v alpském lyžování. Jsou zde pořádány především rychlostní závody mužů. Od roku 1994, kdy zde proběhly závody v rámci zimních olympijských her, jsou zde závody světového poháru pořádány téměř každoročně.